# 樺太開拓使
樺太開拓使（からふとかいたくし）は、明治3年（1870年）2月13日から明治4年（1871年）8月7日まで、樺太開拓のために設けられた官庁である。開拓使から分離して設置されたが、1年余りで廃止して元に戻った。
樺太は慶応3年（1867年） 江戸幕府がロシア政府と結んだ日露間樺太島仮規則で日露混住の地とされ、王政復古の後は箱館裁判所と箱館府の支配を経て、開拓使の管轄となった。裁判所時代から現地の行政は岡本監輔（けんすけ）が執り、明治元年（1868年）と2年（1869年）から移住した日本人入植者約500人を指導していた。岡本は、樺太移住者に無税の条件と当面の食糧供給などの厚遇を用意したが、定住は容易に進まなかった。
この間慶応3年（1867年）以降ロシア側の北緯50度以南への軍隊派遣や明治2年（1869年）から囚人の移住が開始され、さらにロシア兵が破壊活動や消火活動妨害を行った函泊（バッコトマリ、大泊郡大泊町山下）出火事件など日本人との紛争が頻発した。このため、現地の岡本が樺太島仮規則の効力を否定し、樺太を日本固有の領土とみなして、ロシア側の侵入を原則拒否する姿勢を示していた。岡本の考えは、樺太島仮規則は条約締結権のない徳川家の家臣が結んだものだから、天皇親政の時代には改めて国境を決定しなければならないというものだった。この見解は、幕府時代の条約を引き継いだという認識に立つ日本政府と異なるものであった。
岡本は事態の緊急性を告げるべく上京した。政府は報告に危機感を抱き、明治3年（1870年）2月13日に樺太の所管を開拓使から分離して樺太開拓使を設置した。独立した予算を立て、久春古丹にあった公議所を樺太開拓使庁と改称した他は、実質的変化はなかった。次いで5月9日に、黒田清隆を開拓使の次官（樺太開拓使の次官ではない）に任命し、樺太専務とした。黒田は樺太視察に赴き、8月に現地に到着した。黒田は日露雑居の進む現地のロシア当局と折衝し、当面の紛争を解決してから東京に帰った。岡本はこの年閏10月に辞職した。
東京に戻った黒田は、樺太の状況がこのまま推移すれば3年しか持たないという建議を出し、北方開拓を本格化する必要を説いた。これが、開拓使十年計画という予算計画を産むことになった。十年計画の予算で、北海道の開発は加速したが、樺太の状況は基本的に変わらなかった。樺太にはこれ以後高官が派遣されることも任命されることもなく、樺太開拓使は明治4年（1871年）8月7日に廃止された。